# Karl Friedrich Good
Karl Friedrich Good (* 8. September 1841 in Sargans; † 19. Oktober 1896 in Mels) war ein Schweizer Jurist und Politiker. 

## Biografie
Nach dem Besuch der Primarschule in Mels und des Katholischen Gymnasiums und der Kantonsschule in St. Gallen studierte Karl Friedrich Good von 1859 bis 1862 an den Universitäten München, Heidelberg und Zürich Rechtswissenschaften. In Heidelberg schloss er sich 1861 dem Corps Helvetia an.
Nach Abschluss des Studiums übernahm er 1863 die väterlicher Anwaltskanzlei in Mels. Von 1895 bis 1896 war er Präsident des Kassationsgerichts des Kantons St. Gallen. Als liberaler Politiker gehörte er von 1879 bis 1882 und von 1885 bis 1896 dem St. Gallener Grossen Rat an, in den Jahren 1881, 1885, 1889 und 1896 als dessen Präsident. Auf eidgenössischer Ebene war er von 1886 bis 1896 für den Kanton St. Gallen Mitglied des Ständerats.
Karl Friedrich Good war eine der führenden Persönlichkeiten der liberalen Partei im Kanton St. Gallen.